# 同君連合
同君連合（どうくんれんごう）は、複数の君主国の君主が同一人物である状態・体制のことである。同君連合の形態は大きく2つに分けることができる。同君連合の各構成国がそれぞれ独立した主権をもち続ける人的同君連合 と、各構成国を超えた中央政府が置かれて一元的にコントロールされる物的同君連合 の2つである。

## 人的同君連合

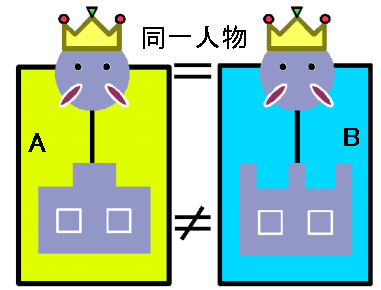
A国とB国の政府は独立して存在しており、ただ君主のみが同一人物である。

人的同君連合は、複数の独立した君主国の君主が「たまたま」同一人物になっただけにすぎない。それゆえに、人的同君連合の構成国の政府はおのおの独立したものとして存立し続ける。
ヨーロッパでは、各国の王侯の通婚がしばしば行われたため、ある国の君主位継承者に別の国の君主やその一族がなっている場合が多々あった。具体的には、1714年から1837年の間、イギリス（グレートブリテン王国）とハノーファー（選帝侯国、後に王国）の君主位が兼ねられていた事例がある。1714年にイギリス女王のアンが子供を持たないまま死去すると、アンの遠縁にあたりイギリス王家の血を引くハノーファー選帝侯ゲオルクが、選帝侯の身分を兼ねたままイギリス国王ジョージ1世として即位したのである。しかしながら、この王位継承によってイギリスとハノーファーが両国に共通する政府を設けるということはなかった。
現存の国際連合加盟国における人的同君連合は、イギリスの君主が英連邦王国の諸国王を兼ねる体制のものである。また、フランスの大統領はアンドラ共同公の一方を兼ねており、フランスにおいては民選の国家元首であるが、アンドラにおいては君主となる。いずれもそれぞれの政府は独立しており、それぞれ独立国である。また英連邦王国内のニュージーランド王国はニュージーランド、ニウエ、クック諸島の自由連合諸国で構成されており、ニュージーランド国王であるイギリスの君主を王としている。

## 物的同君連合

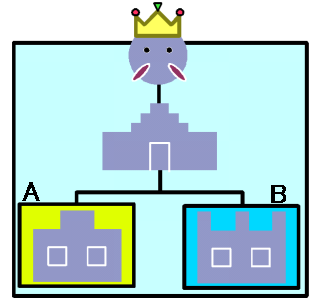
A国とB国の政府の上に中央政府が置かれる。

物的同君連合では、各構成国をまとめる中央政府が設立される。この中央政府の権限は事例によりまちまちであるが、外交、軍事および財政の権限が付与される場合が多い。このように外交の権限が中央政府に与えられた場合、この同君連合は国際法上の主体となり、条約などを締結できるようになる。逆に言えば、このような場合においては、同君連合の各構成国は国際法上の主体性が著しく制限される。また、内政分野においても各構成国の権力行使が制限され、中央政府に委ねられることが多い。
具体的には、1867年から1918年にかけて、（いわゆる）オーストリア帝国とハンガリー王国が同君連合になっていた例（オーストリア＝ハンガリー二重帝国）が挙げられる。オーストリア皇帝がハンガリー国王を兼ねていたのであるが、オーストリア政府とハンガリー政府の上に共通政府が置かれて、同君連合全体の外交・軍事・財政などを管轄した。

## 同君連合となる原因
- 王家の断絶により他国から君主を迎える場合
- 君主ないし君主家同士の婚姻による場合
- 他国を併合・征服する場合
- 同盟による場合

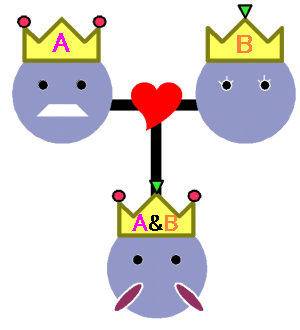
婚姻による同君連合発生の例。A国の君主とB国の君主が結婚し、その間に子が生まれた場合、その子は両国の君主位を承継しうる。

- 選挙君主制の国が他国の君主を自国の君主として選出した場合

以上とは逆のケースとして
- 統治下の非独立国、属領に広範な自治権を認めた場合

## 同君連合の例

### 中国
大清皇帝と大ハーン（1635年 - 1912年）
ホンタイジは1635年にモンゴル遠征を行い大ハーンの称号を獲得した。1636年にはホンタイジは大元皇帝の玉璽を手に入れたことを機に、満州族・漢族・モンゴル族の三族から推戴を受けた。すなわち大ハーン・大王から正式に大清皇帝となり、国号を大清国とし、併せて崇徳と改元した。岡田英弘は清朝を満州・漢・モンゴル・チベット民族・ウイグルの五民族の同君連合国家から国民国家に変化したとしている。

### イングランド・グレートブリテン
イングランドは王朝が断絶した時に国外から王を迎えたことが多かったため、同君連合の形態が多い。イングランド法では、各国における国王の法人格がそれぞれ独立している。
イングランド国王とノルマンディー公
ノルマン・コンクエストによりノルマンディー公がイングランド国王を兼ねる（1066年 - 1154年）。
イングランド国王としてはフランス王と対等だが、ノルマンディー公としてはフランス国王の臣下（百年戦争の遠因）。
イングランド国王とアンジュー伯
ノルマン朝の断絶によりアンジュー伯がイングランド国王を兼ねる（1154年 - 1399年）。
イングランド国王としてはフランス国王と対等だが、アンジュー伯としてはフランス王の臣下（百年戦争の遠因）。
イングランド国王とアイルランド国王
イングランド国王ヘンリー8世が1542年、それまでのアイルランド卿（Lord of Ireland）の称号に代えてアイルランド国王を称した。1801年にグレートブリテン及びアイルランド連合王国が成立するまで、歴代のイングランド国王（のちグレートブリテン国王）はアイルランド国王を称した。
イングランド国王とスコットランド国王
スコットランド国王ジェームズ6世が1603年、イングランド国王ジェームズ1世として即位。1707年にグレートブリテン王国に統合されるまで、同一の君主がイングランド国王とスコットランド国王を兼ねる体制が続いた（ただし非公式には統合以前にもグレートブリテン国王の称号が用いられた）。
グレートブリテン国王とハノーファー選帝侯
（後にグレートブリテン及びアイルランド連合王国国王とハノーファー国王）
ハノーファー選帝侯ゲオルク1世が1714年、グレートブリテン国王ジョージ1世として即位。1837年、女子の継承を認めないサリカ法によってヴィクトリア女王はハノーファー女王に即位せず、エルンスト・アウグストが即位し、同君連合が解消された。
英連邦王国：グレートブリテン及び北アイルランド連合王国国王（英国）と元英国領の各国（カナダ・オーストラリア・ジャマイカなど）の元首
1931年にウェストミンスター憲章が公布され、当時自治領（ドミニオン）だったアイルランド自由国・カナダ・ニューファンドランド（後にカナダと統合）・オーストラリア連邦・ニュージーランドと南アフリカ連邦が事実上独立。
その後、数々の変遷があり、英国の国王をほかの14か国（2021年 - ）が自国の国王としている（詳細は英連邦王国を参照）。国王に代わって大権を行使する総督は各国の首相の推薦に基づいて任命され、各国政府の独立性は完全に近い。
グレートブリテン国王とインド皇帝
インド大反乱の後のムガル帝国滅亡によりヴィクトリア女王が1877年、インド女帝として即位。インド帝国政府はイギリス政府の事実上の下部組織であったため、インド独立運動はまず「完全自治」をスローガンとして掲げた。
1947年にインド帝国は解体され、引き続きイギリス（国王ジョージ6世）との同君連合となるドミニオン・オブ・インドとドミニオン・オブ・パキスタンが分離発足することで両国は事実上の独立を果たす。第一次印パ戦争では同君連合内での戦争状態となった。インドは1950年、パキスタンは1956年に共和制に移行。

### オランダ
イングランド国王とオランダ総督（ネーデルラント連邦共和国）
オランダ総督・オラニエ公ウィレム3世がイングランド国王ウィリアム3世として即位（1689年 - 1702年）。
当時のオランダは連邦共和国であり、総督とは本来は国防軍の最高司令官で行政長官にすぎない。従って厳密には「同君連合」とは言えないが、総督職はオラニエ＝ナッサウ家が世襲しており、事実上は君主制に近かった。
オランダ国王及びネーデルラント諸公（ネーデルラント連合王国）　1815年 - 1839年
オラニエ＝ナッサウ家による非公式の同君連合。1830年、ベルギー革命によりベルギー離脱。1839年にベルギー独立承認および諸公国の分裂により消滅。ルクセンブルク大公国のみ残留。
オランダ国王とルクセンブルク大公　1815年 - 1890年（オラニエ＝ナッサウ朝）
当初、ルクセンブルクは上記のネーデルラント連合王国の一部であり、実質的にオランダの1州として統治される物的同君連合の形態であった。ベルギーの独立によってオランダ本国とルクセンブルクが分断された1839年以降は人的同君連合に近づいた。

### 北欧
デンマーク国王とイングランド国王（1013 - 1014）
イングランド国王とデンマーク国王（1018年 - 1035年）
デンマーク国王とノルウェー国王（1028年 - 1035年）
クヌーズ大王（在位1016年 - 1035年）による北海帝国
スウェーデン国王とノルウェー国王（1319年 - 1355年）
ノルウェー国王とスウェーデン国王（1362年 - 1364年）
デンマーク国王・ノルウェー国王
デンマーク・ノルウェー連合王国（1380年 - 1396年）
カルマル同盟、デンマーク＝ノルウェーの前身。ノルウェー王位は1380年から1814年までデンマーク王家の下にあった。
デンマーク国王・ノルウェー国王・スウェーデン国王
カルマル同盟による（1397年 - 1523年）
デンマーク国王とシュレースヴィヒ公およびホルシュタイン公（1460年 - 1544年、1773年 - 1864年）（オルデンブルク朝 - グリュックスブルク朝）
デンマーク国王とノルウェー国王（1523年 - 1814年）（オルデンブルク朝、デンマーク＝ノルウェー）
デンマーク国王とアイスランド国王（1918年 - 1944年）（グリュックスブルク朝）
デンマーク領だったアイスランドが自治権を次第に獲得し、完全独立に至る過程で王国の地位が与えられた。デンマーク国王を共通の国王とし、外交権を事実上デンマークに委任していた。
スウェーデン国王とフィンランド大公（1581年 - 1654年）（ヴァーサ朝、スウェーデン＝フィンランド）
フィンランド南部を中心にフィンランド大公国を形成。ただし正式な国家ではなかった。後期は、ゴート主義による理念のみの大公であったが、以後もスウェーデン＝フィンランドの解消まで君主号として使用された。
スウェーデン国王とポーランド国王（1592年 - 1598年）（ヴァーサ朝）
スウェーデン国王とヘッセン＝カッセル方伯（1730年 - 1751年）（ヘッセン朝）
スウェーデン国王とノルウェー国王（1814年 - 1905年）（ホルシュタイン＝ゴットルプ朝 - ベルナドッテ朝、 スウェーデン＝ノルウェー）
ナポレオン戦争の結果、キール条約によってスウェーデンがデンマークからノルウェーを獲得。スウェーデンとノルウェーの地位は対等に近かった。
北欧の諸民族は文化的、言語的にきわめて近く、同一民族であるとする考えもある（19世紀にはドイツのように統一国家になることが真剣に検討されたほどである）ため、同君連合の形態が多い（汎スカンディナヴィア主義）。例えばドイツなどにおいて、領邦の封建領主が断絶したときに、領邦内の有力者を後継者とするより、ドイツ内の別の封建領主を後継者とすることが多かったことに似ている。実際には北欧においても、ドイツ系諸侯が国王に迎えられたことが少なくなかった。

### ロシア
ロシア皇帝とフィンランド大公（1814年 - 1917年）
ロシア皇帝とポーランド国王（1814年 - 1918年）

### 中東欧
ハンガリー国王とポーランド国王（1370年 - 1382年）
カジミェシュ3世死後、甥のルドヴィク1世が継承したことで同君連合となる。後に2人の娘にそれぞれポーランドとハンガリーを分割相続したことで同君連合は解消。
ポーランド国王とリトアニア大公
ポーランド・リトアニア連合（1386年 - 1569年、1569年 - 1795年）
※ただし正確には、1430年 - 1569年。1430年までは国家連合。1569年にルブリン合同を結んだ事により、人的合同から物的合同へと変化する。以後は公式には君主政であるものの実質的な共和政となり、連合国家は1795年にポーランド分割により消滅するまで続いた。
ポーランド国王とハンガリー国王（1440年 - 1444年）
ハンガリー王国とクロアチア諸侯（総督はバーン）
※ただしこれは、クロアチアの歴史家によるクロアチアの歴史観。
ザクセン公とポーランド国王（1697年 - 1704年、1709年 - 1763年）
ただしザクセン公は世襲君主、ポーランド国王は選挙による選定王として。1763年にスタニスワフ2世が選出されたことでザクセンとの連合は解消。
ザクセン国王とワルシャワ公（1807年 - 1813年）

### プロイセン
ブランデンブルク選帝侯とプロイセン公（1618年 - 1701年）
ブランデンブルク選帝侯とプロイセン国王（1701年 - 1806年）
ドイツ皇帝とプロイセン国王（1871年 - 1918年）
1415年に時の神聖ローマ皇帝ジギスムントからブランデンブルク選帝侯位を授けられたホーエンツォレルン家は、一族の1人が1525年に世俗化したプロイセン公国の君主となった。1618年、プロイセンのホーエンツォレルン家が断絶し、ブランデンブルク選帝侯ヨーハン・ジギスムントがプロイセン公を継承した。以後は両国を合わせてブランデンブルク＝プロイセンと言う。ホーエンツォレルン家は1701年にプロイセン国王の称号を獲得、その後強大化し、ドイツ統一の中心となって、1871年にドイツ帝国の皇帝となった。

### スペイン・ポルトガル
スペイン国王とポルトガル国王 （1581年 - 1640年）
スペイン国王とシチリア国王・ナポリ国王（16世紀 - 1700年）
※ただしこれは、正式な王位ではなく「副国王」の称号。
スペイン王国そのものもカスティーリャ王国、アラゴン王国、レオン王国、ナバラ王国、カタルーニャ君主国などの同君連合によって成立しており、カルロス1世からイサベル2世までの歴代の諸王は、正式にはそれら全ての君主であることを称していた（イサベル2世 (スペイン女王)#称号を参照）。ハプスブルク家によるスペインとポルトガルの同君連合も、スペインによるポルトガルの併合というよりは、カスティーリャを中心とする連合王国にポルトガルも加わったという側面が強い。また、スペイン（エスパーニャ）という国名はラテン語のヒスパニアに由来し、元来はポルトガルを含むイベリア半島全域を指す地域名であった。
ポルトガル国王とアルガルヴェ国王（1385年 - 1910年）
ジョアン1世から最後の王マヌエル2世まで。
ポルトガル国王とブラジル国王（ポルトガル・ブラジル及びアルガルヴェ連合王国、1815年 - 1825年）

### フランス
フランス君主とアンドラ共同君主（1278年 - 1396年（フォワ伯）、1396年 - 1512年（フォワ伯・ナバラ国王）、1513年 - 1792年（ナバラ国王・フランス国王）、1806年 - 現在（フランス皇帝・王・大統領・ヴィシー政権元首・臨時政府議長））
フランス国王とナバラ国王（1305年 - 1349年（カペー朝）、1610年 - 1792年、1814年 - 1830年（ブルボン朝））
フランス皇帝とイタリア王（ナポレオン1世、1805年 - 1814年）

### イタリア
イタリア国王とエチオピア皇帝（1937年 - 1941年）
イタリア国王とアルバニア国王（1939年 - 1943年）
イタリアはエチオピア侵攻後、同国に東アフリカにあった自国の植民地であるエリトリア・ソマリランドも含めてイタリア領東アフリカ帝国と呼称し、イタリア国王ヴィットーリオ・エマヌエーレ3世が皇帝を兼ねた。ただしエチオピア皇帝ハイレ・セラシエ1世はこれを認めず、国際連盟においても見解が分かれた。アルバニアもエチオピアもイタリアの傀儡国家や植民地に過ぎず、第二次世界大戦でファシスト政権が敗北すると共に崩壊した。

### ハプスブルク家
ハプスブルク家は『戦は他人にさせておけ、幸いなるオーストリアよ、汝は結婚せよ』という言葉が残されているほど、婚姻によって獲得した君主位、所領が非常に多かった。基本的には（オーストリア大公国の君主としての）「オーストリア大公」となった者が神聖ローマ皇帝・ハンガリー国王・ボヘミア国王・ブルゴーニュ公などを兼ねたが、時代によってはこれらの地位を次期大公位継承者などに与えていたこともある。
ハプスブルク家がこのように多くの王位や爵位を併せ持ったのは、ヨーロッパにおいて王国や諸侯領の統治権がその王位や爵位に属しているという観念によるものである。合理的に（そして合法的に）当該国・地域の統治権を得るために当該国・地域の王位・爵位を手に入れることが重要であった。中国における王侯はこれに近く、家柄や血筋ではなく領土に付属する称号を名乗ることが多かった。ただし複数の称号を帯びることは稀であった。また江戸時代以前における日本では、領土と家名は独立しており、家名を継承することが一般的であった。
以下にカール5世とオーストリア＝ハンガリー皇帝の例を挙げる。カール5世だけは神聖ローマ皇帝（オーストリア大公）の他にスペイン国王を兼ねており、その他膨大な数の称号を持っているが、有名無実なものも多い。その後、ハプスブルク家はオーストリア系とスペイン系に分かれてそれぞれ、オーストリア大公位とスペイン王位を継承していく。オーストリア・ハプスブルク家は東に勢力を拡大し、ハンガリー王位、ボヘミア王位などを併せていく。なお、これらの王国は18世紀末まで選挙王制であったため、婚姻関係は被選挙権をもたらすものでしかなく、加えて在地の貴族層にいかに認められるかが重要であった。神聖ローマ帝国の解体以降は、オーストリアの君主号を皇帝に昇格させたため、オーストリア皇帝がボヘミア王、ハンガリー王その他を兼任して継承した。
カール5世の例
神聖ローマ皇帝、ローマ王、イタリア王、全スペインの王およびカスティーリャ国王、アラゴン国王、レオン国王、ナバラ国王、グレナダ国王、トレド国王、バレンシア国王、ガリシア国王、マヨルカ国王、セビーリャ国王、コルドバ国王、ムルシア国王、ハエン国王、アルガルヴェ国王、アルヘシラス国王、ジブラルタル国王、カナリア諸島の王、両シチリアおよびサルデーニャ国王、コルシカ国王、エルサレム王、東インド、西インドの王、大洋と島々の君主、オーストリア大公、ブルゴーニュ公、ブラバント公、ロレーヌ公、シュタイアーマルク公、ケルンテン公、カルニオラ公、リンブルク公、ルクセンブルク公、ヘルダーラント公、アテネ公、ネオパトラス公、ヴュルテンベルク公、アルザス辺境伯、シュヴァーベン公、アストゥリアス公、カタルーニャ公（prince）、フランドル伯、ハプスブルク伯、チロル伯、ゴリツィア伯、バルセロナ伯、アルトワ伯、ブルゴーニュ自由伯、エノー伯、ホラント伯、ゼーラント伯、フェレット伯、キーブルク伯、ナミュール伯、ルシヨン伯、サルダーニャ伯、ズトフェン伯、神聖ローマ帝国の辺境伯、ブルガウ辺境伯、オリスターノ辺境伯、ゴチアーノ辺境伯、フリジア・ヴェンド・ポルデノーネ・バスク・モリン・サラン・トリポリ・メヘレンの領主（1519年 - 1556年）
オーストリア＝ハンガリー帝国皇帝が即位した帝位、王位のイメージ
- オーストリア皇帝
  - ボヘミア国王
  - 他…
  - ハンガリー国王
    - クロアチア国王
    - トランシルヴァニア大公